# Bathyraja taranetzi
Bathyraja taranetzi is een vissensoort uit de familie van de Arhynchobatidae. De wetenschappelijke naam van de soort is voor het eerst geldig gepubliceerd in 1983 door Dolganov.